# Sphaerites dimidiatus
Sphaerites dimidiatus is een keversoort uit de familie schijnspiegelkevers (Sphaeritidae). De wetenschappelijke naam van de soort werd in 1934 gepubliceerd door Jurecek.